# アイ・ビルド
株式会社アイ・ビルド（英: AI-BUILD CO., LTD.） は、東京都北区神谷に本社を置く外壁（窯業系サイディング材、金属系サイディング材）、屋根（瓦、スレート）、雨樋、太陽光発電、などの外装工事を専門に請け負う業界大手の施工会社である。
大手外装材メーカーのニチハが毎年主催する6,000社の販売店・工事店対象とした販売キャンペーンでは、2015年度・2020年度に全国1位、京セラのソーラーFCセールスコンテストでは、2016年度・2017年度に全国3位を受賞している。

## 沿革
- 1991年3月 - 株式会社アイ・ビルドを設立。
- 1997年11月 - 千葉営業所を開設。
- 2011年10月 - 仙台営業所を開設。
- 2013年11月 - 株式会社アイ・ビルド札幌を設立。
- 2014年9月 - 横浜営業所を開設。
- 2015年
  - 7月 - 福島営業所を開設。
  - 9月 - ニチハのサマーキャンペーン2015で全国1位を受賞[1]。
  - 12月 - つくば営業所を開設。
- 2016年9月 - 熊本営業所を開設。
- 2017年
  - 4月 - 京セラの2016年度ソーラーFCセールスコンテストで全国3位を受賞[2]。
  - 10月 - 西東京営業所を開設。
- 2018年
  - 4月 - 京セラの2017年度ソーラーFCセールスコンテストで全国3位を受賞[3]。
  - 11月 - 大阪出張所を開設。
  - 12月 - 福岡営業所を開設。
- 2019年
  - 2月 - 大阪営業所を開設。
  - 5月 - サイディングプレカット工場を開設。
  - 10月 - 岩手営業所を開設。
- 2020年9月 - ニチハのサマーキャンペーン2020で全国1位を受賞[4]。
- 2021年4月 - 福島営業所を開設。
- 2024年
  - 1月 - OCHIホールディングス株式会社と合併。（同社100％子会社となる）
  - 5月 - 横浜営業所を新規開設。
- 2025年
- 1月-沖縄出張所を開設。
- 4月-本社を東京営業本部がある足立区に移転。

## 事業所
- 本社・東京営業本部 - 東京都足立区皿沼3-20-15
- プレカット工場 - 東京都足立区入谷7-11-13
- 横浜営業所 - 神奈川県横浜市港北区新横浜2-4-19　富士火災横浜ビル4F
- 千葉営業所 - 千葉県千葉市若葉区大宮町1423
- つくば営業所 - 茨城県つくば市天久保2-21-3
- 福島営業所 - 福島県郡山市道場154-2
- 仙台営業所 - 宮城県多賀城市栄4-1-7
- 岩手営業所 - 岩手県奥州市水沢真城南塩加羅10-1
- 福岡営業所 - 福岡県福岡市南区日佐2丁目18-1　ホームコア福岡営業所内3階
- 熊本営業所 - 熊本県熊本市南区近見8-13-19
- 札幌営業所 - 北海道札幌市東区北20条東15-2-8
- 沖縄出張所 - 沖縄県浦添市伊祖4-19-1　安里荘2階

## グループ会社
- OCHIホールディングス株式会社

## 加盟団体
- 日本窯業外装材協会
- 日本屋根外装工事協会